# وسلی ئی. براون
وسلی ارنست براون (۲۲ ژوئن ۱۹۰۷ - ۲۳ ژانویه ۲۰۱۲) قاضی منطقه ای ایالات متحده در دادگاه منطقه ای ایالات متحده برای منطقه کانزاس بود. وی در هنگام مرگ در ۱۰۴ سالگی ، مسن ترین فردی بود که به عنوان قاضی فدرال در تاریخ ایالات متحده خدمت می کرد و تقریباً یک ماه قبل از مرگش به طور فعال رسیدگی می کرد.